# Distretto di Chechar
Il distretto di Chechar è un distretto della provincia di Khenchela, in Algeria, con capoluogo Chechar.

## Comuni
Il distretto di Chechar comprende 4 comuni:
- Chechar
- Djellal
- Kheirane
- El Ouldja